# Септември (поема)
Вижте пояснителната страница за други значения на Септември.
„Септември“ е последната завършена творба на Гео Милев. Публикувана е в списание „Пламък“. Творбата е написана и отпечатана през 1924 година.
Поводът за написването на творбата е конкретно историческо събитие – Септемврийското въстание от 1923 година. Поемата е разделена на 12 части, които проследяват избухването и потушаването на въстанието.

## Поетика
В показването на стихията на бунта Гео Милев си служи със сложна система от художествени образи и метафори: слънчогледите; глас народен, глас божи; христовия кръст; отечеството; сатаната; пародираната система на боговете от древногръцката митология.
В поемата авторът утвърждава двата най-често срещани и популярни подхода за изобразяване на света. Първият подход показва усещането за разпадане на стария свят, а вторият подход демонстрира хаотичното, неорганизирано и необуздано стремление към градежа на новия свят. На базата на тези подходи Гео Милев разработва мотивите за уродливостта и безперспективността на стария свят и стихийната неовладяност на бунта.